# Делмар (Вісконсин)
Делмар (англ. Delmar) — місто (англ. town) в США, в окрузі Чиппева штату Вісконсин. Населення — 1013 особи (2020).

## Демографія
Згідно з переписом 2010 року, у місті мешкало 936 осіб у 336 домогосподарствах у складі 264 родин. Було 367 помешкань
Расовий склад населення:
| - 98,0 % — білих - 1,1 % — корінних американців - 0,9 % — азіатів |

До двох чи більше рас належало 0,1 %. Частка іспаномовних становила 1,8 % від усіх жителів.
За віковим діапазоном населення розподілялося таким чином: 25,6 % — особи молодші 18 років, 62,5 % — особи у віці 18—64 років, 11,9 % — особи у віці 65 років та старші. Медіана віку мешканця становила 40,4 року. На 100 осіб жіночої статі у місті припадало 108,9 чоловіків;  на 100 жінок у віці від 18 років та старших — 111,6 чоловіків також старших 18 років.
Середній дохід на одне домашнє господарство  становив 71 289 доларів США (медіана — 58 393), а середній дохід на одну сім'ю — 79 797 доларів (медіана — 63 214). Медіана доходів становила 37 063 долари для чоловіків та 31 429 доларів для жінок. За межею бідності перебувало 10,0 % осіб, у тому числі 12,8 % дітей у віці до 18 років та 13,5 % осіб у віці 65 років та старших.
Цивільне працевлаштоване населення становило 534 особи. Основні галузі зайнятості: освіта, охорона здоров'я та соціальна допомога — 23,2 %, сільське господарство, лісництво, риболовля — 20,4 %, виробництво — 12,7 %, роздрібна торгівля — 10,1 %.